# Anni Espar
Anni Espar Llaquet (Barcellona, 8 gennaio 1993) è una pallanuotista spagnola.

## Palmarès

### Club
- Campionato spagnolo: 11

Sabadell: 2010-11, 2011-12, 2012-13, 2013-14, 2014-15, 2015-16, 2016-17, 2017-18, 2018-19
Mataró: 2019-20, 2023-24
- Copa de la Reina: 10

Sabadell: 2009-10, 2010-11, 2011-12, 2012-13, 2013-14, 2014-15, 2016-17, 2017-18, 2018-19
Mataró: 2021-22
- Supercopa de España: 12

Sabadell: 2009, 2010, 2011, 2012, 2013, 2014, 2015, 2016, 2017, 2018
Mataró: 2021, 2022
- LEN Euro League Women: 5

Sabadell: 2010-11, 2012-13, 2013-14, 2015-16, 2018-19
- Supercoppa LEN: 3

Sabadell: 2013, 2014, 2016

### Nazionale
- Olimpiadi

Londra 2012: 
Tokyo 2020: 
Parigi 2024: 
- Mondiali

Barcellona 2013: 
Budapest 2017: 
Gwangju 2019: 
Fukuoka 2023: 
Doha 2024: 
Singapore 2025: 
- Europei

Budapest 2014: 
Barcellona 2018: 
Budapest 2020: 
Spalato 2022: 
Eindhoven 2024: 
- Coppa del mondo

Chanty-Mansijsk 2014: 
Long Beach 2023: 
- World League

Shanghai 2016: 
Tenerife 2022: 
- Giochi del Mediterraneo

Tarragona 2018: 

## Riconoscimenti
- LEN Award: 2012